# Parachutes Tour
O Parachutes Tour foi uma turnê da banda britânica de rock alternativo Coldplay, suporte do álbum de estreia da banda Parachutes. Foi uma turnê pequena, onde os show foram realizados em pequenos clubes.
A luz de um globo girando, como na capa de Parachutes, Chris Martin costumava sentar-se ao piano durante os shows dessa turnê. E foi uma sugestão de última hora usar o globo para a capa, como a banda estava se esforçando para estrear com ótimas idéias. Para esta turnê, Lowgold abriu todos os shows da turnê.
Após a turnê, a banda lançou o single chamado "Trouble", com Chris Martin dizendo que "A canção é sobre um mal comportamento para alguém que você realmente ama."
Durante a turnê, Coldplay realizou um musical para a VH1 Tal Music antos do show de encerramento da turnê.

## Repertório
Repertório de Ifor Bach, Cardiff, Wales
1. "Spies"
2. "Trouble"
3. "Bigger Stronger"
4. "High Speed"
5. "Shiver"
6. "Sparks"
7. "Don't Panic"
8. "Yellow"

Repertório principal
1. "Spies"
2. "Trouble"
3. "Bigger Stronger"
4. "High Speed"
5. "Shiver"
6. "Animals"
7. "Sparks"
8. "Don't Panic"
9. "Help Is Round The Corner"
10. "Yellow"
11. "Everything's Not Lost"
12. "In My Place"

## Datas da turnê
| Data                    | Cidade        | País             | Local                   |
| ----------------------- | ------------- | ---------------- | ----------------------- |
| Europa                  |               |                  |                         |
| 2 de outubro de 2000    | Cambridge     | Inglaterra       | Cambridge Junction      |
| 3 de outubro de 2000    | Oxford        | Inglaterra       | Brookes University      |
| 4 de outubro de 2000    | Leicester     | Inglaterra       | De Montfort University  |
| 6 de outubro de 2000    | Liverpool     | Inglaterra       | Royal Court Theatre     |
| 7 de outubro de 2000    | Oxford        | Inglaterra       | HMV Oxford Street       |
| 8 de outubro de 2000    | Belfast       | Irlanda do Norte | Ulster Hall             |
| 9 de outubro de 2000    | Dublin        | Irlanda          | The Olympia             |
| 10 de outubro de 2000   | Glasgow       | Escócia          | Barrowlands             |
| 11 de outubro de 2000   | Edinburgh     | Escócia          | Liquid Rooms            |
| 12 de outubro de 2000   | Newcastle     | Inglaterra       | Newcastle University    |
| 14 de outubro de 2000   | Sheffield     | Inglaterra       | Sheffield Leadmill      |
| 15 de outubro de 2000   | Manchester    | Inglaterra       | Manchester University   |
| 16 de outubro de 2000   | Leeds         | Inglaterra       | Metropolitan University |
| 18 de outubro de 2000   | Wolverhampton | Inglaterra       | Wulfrun Hall            |
| 19 de outubro de 2000   | Bristol       | Inglaterra       | Anson Rooms             |
| 20 de outubro de 2000   | Portsmouth    | Inglaterra       | Pyramids                |
| 21 de outubro de 2000   | London        | Inglaterra       | Shepherd's Bush Empire  |
| 22 de outubro de 2000   | London        | Inglaterra       | Shepherd's Bush Empire  |
| 23 de outubro de 2000   | London        | Inglaterra       | Shepherd's Bush Empire  |
| 23 de outubro de 2000   | Cardiff       | País de Gales    | Ifor Bach               |
| América do Norte        |               |                  |                         |
| 8 de fevereiro de 2001  | Vancouver     | Canadá           | The Joint               |
| 9 de fevereiro de 2001  | Seattle       | Estados Unidos   | The Shoebox             |
| 10 de fevereiro de 2001 | Portland      | Estados Unidos   | Roseland Theatre        |
| 12 de fevereiro de 2001 | San Francisco | Estados Unidos   | The Fillmore            |
| 14 de fevereiro de 2001 | Los Angeles   | Estados Unidos   | Mayan Theater           |
| 19 de fevereiro de 2001 | Chicago       | Estados Unidos   | Metro Chicago           |
| 9 de abril de 2001      | New York City | Estados Unidos   | Irving Plaza            |